# Navas del Madroño
Navas del Madroño – gmina w Hiszpanii, w prowincji Cáceres, w Estramadurze, o powierzchni 112,29 km². W 2011 roku gmina liczyła 1412 mieszkańców.